# Микрополяризация
Микрополяризация (англ. Transcranial direct current stimulation, также tDCS) — метод нейромодуляции, влияющий на функциональные состояния различных звеньев ЦНС под действием малого постоянного тока (до 1 мА). 
По мнению сторонников данного метода, транскраниальная микрополяризация и трансвертебральная микрополяризация сочетают неинвазивность традиционных физиотерапевтических процедур с некоторой степенью избирательности воздействия, характерной в высокой степени для стимуляции через интрацеребральные электроды.
Эффективность метода при лечении депрессии доказывается различными научными исследованиями, однако в остальных сферах (повышение интеллекта, инфаркт и др.) нет доказательств эффективности метода. Некоторые авторы считают, что эффективность методики в целом плохо доказана.
Микрополяризация является одобренным CE методом лечения большого депрессивного расстройства (БДР) в Великобритании, Евросоюзе, Австралии и Мексике. Метод используется в России (Институт мозга человека им. Н. П. Бехтеревой РАН, Санкт-Петербург; Институт медицинской реабилитации «Возвращение» им.проф. Богданова, Санкт-Петербург; Научно-исследовательский психоневрологический институт им. В. М. Бехтерева, Санкт-Петербург и др.).

## Термин
Термин «микрополяризация», впервые предложенный в лаборатории Н. П. Бехтеревой, объединяет в себе характеристику параметров постоянного тока, используемых для проведения процедур ТКМП и ТВМП (микротоки), и механизм действия микротока, приложенного к нервной ткани (поляризация клеточной и синаптической мембраны).
В англоязычной среде распространен термин «Транскраниальная стимуляция постоянным током» (англ. «Transcranial direct current stimulation»), сокращенно tDCS.

## Основы
В основе клинического применения микрополяризации лежат фундаментальные исследования о влиянии постоянного тока на нервную ткань Е.Пфлюгера (1869), Б. Ф. Вериго (1883), учение о парабиозе Н. Е. Введенского (1901), доминанте А. А. Ухтомского (1925), а также теории Н. П. Бехтеровой (1978) о жестких и гибких связях, детерминанте Г. Н. Крыжановского (1980), экспериментальные исследования В. С. Русинова (1969), посвященные формированию поляризационной доминанты, Г. А. Вартаняна (1981), показавшего возможность модуляции процессов памяти с использованием направленного воздействия постоянным током на различные структурные образования головного мозга и др.
Направленность влияния микрополяризации достигается за счет использования малых площадей электродов (100—600 мм2), расположенных на соответствующих корковых (фронтальной, моторной, височной и др. областях) или сегментарных (поясничном, грудном и др. уровнях) проекциях головного или спинного мозга.
Микрополяризация может использоваться как самостоятельный лечебный метод и как оптимизирующий прием в комплексном лечении различных заболеваний нервной системы у детей и взрослых любого возраста. ТКМП и ТВМП позволяет улучшить или восстановить двигательные, психические, речевые функции, купировать гиперкинезы, судорожные приступы, нормализовать функции тазовых органов, уменьшить очаги деструктивного поражения головного мозга у больных с инсультом и черепно-мозговой травмой в острый период и др.

## Проблемы метода и критика
Широкому внедрению метода препятствует сложность учёта результатов воздействия, отсутствие стандартизированных методов в доказательной базе, высокий разброс результатов при использовании различных приборов и отсутствие их стандартизации.
Транскраниальная микрополяризация вместо заявленного улучшения памяти и IQ, по данным исследований, опубликованных в журнале Nature в 2016 году, немного снижает IQ при тестировании или не даёт заметных изменений. Проведенный в 2015 году обзор результатов сотен экспериментов с транскраниальной микрополяризацией показал, что нет статистически убедительных доказательств в пользу какого-либо чистого когнитивного эффекта, положительного или отрицательного, от односеансовой микрополяризации в здоровых популяциях.
Неосторожное применение этого метода, особенно на дому, может привести к ожогу кожи головы.

## Эффективность
В 2020 году был опубликован систематический обзор плацебо-контролируемых исследований, в которых изучалось лечение большого депрессивного расстройства с помощью микрополяризации. В мета-анализе были сопоставлены результаты девяти соответствующих требованиям исследований (572 участника), проведенных до декабря 2018 год. Результаты показали статистически более высокую эффективность активной ТКДС по сравнению с фиктивной в девяти соответствующих требованиям исследованиях (572 участника), представляющих умеренную/высокую степень достоверности доказательств.
Мета-анализ 2016 года также показал, что у 34 % людей с депрессией, прошедших лечение с помощью микрополяризации, наблюдалось уменьшение симптомов по крайней мере на 50 % (по сравнению с 19 % плацебо).
Эффективность транскраниальной стимуляции в остальных сферах не доказана.